# Segregación ocupacional
La segregación ocupacional consiste en la distribución de trabajadores entre distintas ocupaciones y dentro de estas en función de características demográficas, en la mayoría de los casos el género. Otros tipos de segregación ocupacional son la segregación racial o étnica y la segregación por orientación sexual. Estas características demográficas suelen encontrarse. Mientras que un puesto de empleo hace referencia a un puesto propiamente dicho en una empresa o industria, una ocupación representa un grupo de puestos de trabajo similares que requieren habilidades y cometidos similares. Muchas ocupaciones están segregadas dentro de sí mismas debido a los diferentes puestos de empleo, pero esto es difícil de detectar en términos de datos ocupacionales. La segregación ocupacional compara distintos grupos y sus ocupaciones en el contexto de la población activa total. El valor o el prestigio de los puestos de empleo no suelen tenerse en cuenta en las mediciones.
Los niveles de segregación ocupacional se diferencian en función de la segregación perfecta y la integración. La segregación perfecta se produce cuando una ocupación determinada solo emplea a un grupo. La integración perfecta, en cambio, se produce cuando cada grupo ocupa en una ocupación la misma proporción de puestos que de mano de obra.
Muchos académicos, como Biblarz et al., sostienen que la segregación ocupacional suele seguir patrones, ya sea horizontalmente (a través de las ocupaciones) o verticalmente (dentro de la jerarquía de las ocupaciones) y es muy probable que esté causada por la discriminación basada en el género. Sin embargo, en el pasado, la segregación ocupacional con respecto a la raza no se ha investigado bien, y muchos estudios han optado por comparar dos grupos en lugar de varios. Debido al hecho de que diferentes géneros de diferentes orígenes raciales/étnicos experimentan diferentes obstáculos, la medición de la segregación ocupacional es más matizada. En última instancia, la segregación ocupacional da lugar a diferencias salariales y a la pérdida de oportunidades para candidatos aptos que son obviados debido a su género y raza.

## En los Estados Unidos

### Tendencias de género
A lo largo del último siglo, en Estados Unidos se ha producido una sorprendente estabilidad de las puntuaciones del índice de segregación, que mide el nivel de segregación ocupacional del mercado laboral. Hubo descensos de la segregación ocupacional en los años setenta y ochenta, a medida que las tecnologías que agilizaban y facilitaban las tareas de cuidado del hogar permitían a más mujeres incorporarse a la población activa.

### Tendencias raciales
Los datos de segregación sexual posteriores a los años noventa son extensos, pero los datos de segregación racial son menos exhaustivos. Asimismo, aunque es fácil ver tendencias nacionales, no siempre reflejan las tendencias en distintos sectores. Ciertas regiones de Estados Unidos son más propensas a la segregación ocupacional. Debido a su historial de esclavitud, Jim Crow y la lenta transición a una economía industrial, la población activa del Sur ha estado más segregada racialmente que el resto de Estados Unidos.
La Gran Migración (1910-1970) supuso un traspaso de la población afroestadounidense del Sur al Norte, y de trabajos agrícolas a industriales. La Gran Depresión (1929-1933) provocó que muchos afroestadounidenses fueran despedidos antes que otros en sus empresas, lo que hizo que se decantaran por el autoempleo, con trabajos como las tareas domésticas o abriendo sus propios negocios como modistas o propietarios de tiendas. En los años cuarenta, los tipos de empleos disponibles empezaron a virar de la industria a los servicios, mientras que la parte agrícola pasó a utilizar máquinas que no requerían muchos trabajadores. Este viraje creó nuevos puestos de empleo y desechó otros puestos al mismo tiempo. La segregación racial empezó a decaer con la creación del Título VII de la Ley de Derechos Civiles de 1964.
Los datos han demostrado que a las mujeres negras de todos los niveles educativos se les asignan puestos de empleo con salarios más bajos, mientras que a sus compañeras blancas con niveles educativos y habilidades similares se les asignan puestos de empleo mejor pagados debido únicamente a su ventaja racial. La segregación ocupacional no solo ha afectado a los empleos que se asignan a las mujeres afroestadounidenses, sino también a su salario. Datos de Equitable Growth afirman que la brecha salarial entre mujeres negras y hombres blancos es «a menudo interpretada por los economistas como la aproximación más cercana a la discriminación real». Sin embargo, de las variables observadas, las diferencias raciales y de género en la industria y la ocupación —conocidas colectivamente como segregación en el lugar de trabajo— explican con diferencia la mayor parte de la brecha (28 %, o 10 centavos por cada dólar que gana un hombre blanco). Una de las principales razones por las que la segregación ocupacional es un problema para las mujeres negras en primer lugar es la discrepancia racial y étnica en el acceso a recursos educativos y financieros de alta calidad, que perjudica los desenlaces educativos de los niños, y el acceso a la universidad da lugar a oportunidades en el mercado laboral a largo plazo en lugar de empleos mejor pagados.

## Tipos

### Por género
La división de género del trabajo ayuda a explicar la jerarquía de poder en función de la identidad de género, la clase, la raza, la etnia y la orientación sexual. Las feministas socialistas contribuyen a esta ideología mediante un marco marxista de alienación del trabajo y los medios de producción. Heidi Hartmann recalcó en la división de género del trabajo como control patriarcal sobre el trabajo de las mujeres. Wally Saccombe sugirió que el modo de producción debería convertirse en una unidad de producción y reproducción en la que las capacidades reproductivas de las mujeres se consideraran una valiosa fuente de trabajo o de ingresos. El movimiento Wages for Housework de finales de los años setenta puso de manifiesto la importancia de la desigualdad de género en el lugar de trabajo. Las feministas socialistas criticaron la explotación del trabajo doméstico y reproductivo de las mujeres, ya que no se consideraba una mercancía que mereciera un pago en la economía de mercado. Las mujeres a menudo experimentan una «doble jornada» o «segundo turno» cuando van a un trabajo asalariado y luego vuelven a casa para ocuparse de los niños y del hogar.

#### Horizontal
La segregación horizontal hace referencia a las diferencias en la cantidad de personas de cada género presentes en distintas ocupaciones. Es probable que la segregación horizontal aumente debido a la reestructuración posindustrial de la economía (sociedad posindustrial), en la que la expansión de las industrias de servicios ha hecho que muchas mujeres se incorporen a la población activa. Las millones de amas de casa que entraron en la economía durante la reestructuración posindustrial entraron principalmente en empleos del sector servicios, donde podían trabajar a tiempo parcial y tener un horario flexible. Si bien estas opciones suelen ser atractivas para las madres, que suelen responsabilizarse del cuidado de sus hijos y su hogar, también están más disponibles, por desgracia, en ocupaciones peor pagadas y de menor postín. La idea de que se suele representar a las mujeres como enfermeras y profesoras mientras que se da por hecho que los médicos y abogados son hombres son ejemplos de lo arraigada que está la segregación horizontal en nuestra sociedad.

#### Vertical
El término «segregación vertical» describe la dominación de los hombres de los puestos de empleo de mayor postín en ocupaciones tanto tradicionalmente masculinas como tradicionalmente femeninas. Coloquialmente, se habla de la existencia de segregación vertical como permitir a los hombres subir a una «escalera mecánica de cristal» por la que las mujeres deben ver cómo los hombres las superan en el camino hacia los puestos más altos. Por norma general, cuanta menos segregación ocupacional haya en un país, menos segregación vertical hay, dado que las mujeres tienen más oportunidades de ocupar los puestos más altos en una ocupación determinada a medida que aumenta su porcentaje de empleo en esa ocupación concreta.
Puede resultar un tanto complicado medir la segregación vertical en distintas ocupaciones porque hace referencia a jerarquías en ocupaciones individuales. Por ejemplo, la categoría de «Education Professionals» (de la clasificación de ocupaciones australiana) se divide en «School Teachers», «University and Vocational Education Teachers» y «Miscellaneous Education Professionals». Estas categorías se dividen a su vez en subcategorías. Aunque estas categorías describen correctamente las divisiones en la educación, no son comparables a las categorías jerárquicas de otras ocupaciones, lo que complica las comparaciones de niveles de segregación vertical.

### Por raza
Las distintas minorías tienen distintos factores que incluyen en su segregación. En Estados Unidos, Alonso-Villar et al. llegaron a la conclusión de que los asiáticos son el grupo más segregado a partir de datos de la distribución general del empleo, mientras que los hispanoamericanos son los más segregados en los mercados locales. Los asiáticos suelen estar concentrados en puestos de empleo tanto mal pagados, como operadores de máquinas de coser o sastres, como bien pagados, como en medicina o ingeniería informática. Esta variación puede deberse a que, en la categoría «asiáticos», los datos de las distintas etnias difieren, por ejemplo entre asiáticos del Sudeste y asiáticos orientales. Si se desechan los factores de las características del capital humano y las variables geográficas, los africanos y los nativos americanos son los más segregados. Mientras que los asiáticos e hispanoamericanos suelen estar segregados debido a sus habilidades y características individuales, se suele discriminar incondicionalmente en contra de los negros y los nativos americanos.
Casi el 90 % de los puestos de empleo en Estados Unidos representan en exceso o en defecto a los varones negros, lo que demuestra la segregación. La sobrerrepresentación se da en los empleos peor pagados, mientras que la infrarrepresentación se da en los empleos mejor pagados. Los empleos con sobrerrepresentación de varones negros y latinos tienden a reducir su salario con el tiempo.

### Interseccionalidad
La interseccionalidad de raza/etnia y género en la segregación ocupacional significa que los dos factores se complementan de una forma compleja para crear sus propios conjuntos únicos de problemas. Entre géneros existen nociones preconcebidas: cuando el género se divide aún más por raza y etnia, los estereotipos difieren aún más. Las mujeres sufren más segregación que los hombres; sin embargo, la comparación entre distintos sexos muestra que existe una mayor disparidad racial/étnica entre los hombres en comparación con sus homólogas femeninas. En el lugar de trabajo, la distribución de las mujeres hispanoamericanas, asiáticas, afroestadounidenses y nativas americanas es muy similar. Sin embargo, en los trabajos mal pagados, las mujeres hispanoamericanas representan el grupo demográfico más numeroso.

## Causas

### Preferencias individuales
Según Eli Ginzberg, la autoselección comienza a una edad temprana y tiene muchas fases distintas. Cuando los niños empiezan a pensar en el trabajo, se abren a todas las posibilidades y no se ven limitados por su género, raza o clase social. Al final de la adultez joven, la elección final de una ocupación depende del grado de educación de la persona, del valor que da a las distintas ocupaciones, de sus emociones en respuesta al mundo que la rodea y a las restricciones medioambientales que existen. Los adultos escogen puestos de empleo que tienen un ambiente laboral que les resulta familiar y que creen que tiene valor. Aunque los individuos tienen distintas preferencias respecto a los trabajos que quieren, la sociedad y la desigualdad laboral puede influir en estas elecciones.
Algunas mujeres renuncian por decisión propia a los puestos de mayor postín y prefieren pasar más tiempo en casa y con su familia. Según Sarah Damaske, esta elección suele deberse a que los puestos de mayor postín no dejan tiempo para la pesada carga de trabajo doméstico que muchas mujeres esperan asumir debido a la división sexual del trabajo en el hogar. Las mujeres de clase obrera, en particular, a veces también deciden por cuenta propia no ocupar puestos que requieren más tiempo o de mayor postín con el fin de mantener la jerarquía de género tradicional y el acuerdo doméstico.
Las explicaciones basadas en el capital humano sostienen además que los hombres tienen más probabilidades que las mujeres de preferir su vida laboral a su vida familiar. Sin embargo, la General Social Survey reveló que los hombres eran solo ligeramente menos propensos que las mujeres a valorar los horarios reducidos y que las preferencias por determinadas características del trabajo dependían sobre todo de la edad, la educación, la raza y otras características, más que del género. Además, otros estudios han demostrado que es probable que hombres y mujeres tengan preferencias laborales endógenas, lo que significa que sus preferencias se deben a los empleos que tienen y a los que han tenido en el pasado, más que a una relación inherente con el género. Si se tienen en cuenta los empleos de hombres y mujeres, no hay diferencias en sus preferencias laborales. Los hombres y las mujeres que desempeñan tipos de trabajo similares tienen niveles similares de compromiso con el trabajo y muestran otras preferencias similares.

### Disparidades educativas
Las minorías están sometidas a una barrera lingüística. Algunos inmigrantes, pese a tener un alto nivel de experiencia en el país del que provienen, son incapaces de conseguir un trabajo de igual rango debido a su desconocimiento del idioma. Muchos inmigrantes que llegan a Estados Unidos son asiáticos o hispanoamericanos que no saben hablar inglés. Los inmigrantes pueden experimentar un exceso o una falta de formación. Los que no dominan el inglés se ven limitados a empleos mal pagados en los que también se espera poco de ellos en cuanto a competencias no lingüísticas. Como los trabajadores pertenecientes a minorías suelen ser más jóvenes (la edad media de los trabajadores hispanoamericanos, nativos americanos, negros y asiáticos es de 35, 38, 39 y 39 años, respectivamente, frente a la edad media de los blancos, que es de 42 años), tienen menos experiencia, lo que los convierte en candidatos menos competitivos.
El bajo nivel educativo explica en gran medida por qué los nativos americanos y los negros están más segregados en el lugar de trabajo. Sin embargo, aunque se dice que las diferencias raciales y étnicas en los niveles educativos son la principal explicación de la brecha salarial, cuando se comparan los salarios entre razas/etnias con el mismo nivel educativo, sigue habiendo diferencias, lo que sugiere que esta no es la única razón por la que existe una brecha salarial. Los hombres negros que terminan el instituto o abandonan los estudios tienen una tasa de desempleo que duplica la de sus compañeros blancos. Las personas que pertenecen a una minoría racial/étnica tendrán desventajas a la hora de conseguir un empleo, independientemente de su nivel educativo.
Las explicaciones del capital humano son aquellas que sostienen que el éxito laboral y económico de un individuo y de un grupo puede atribuirse, al menos en parte, a las capacidades acumuladas desarrolladas a través de la educación y las experiencias formales e informales. Así pues, las explicaciones de la segregación ocupacional basadas en el capital humano postulan que una diferencia en los niveles educativos de hombres y mujeres es responsable de la segregación ocupacional persistente. Debido a sus supuestos menores méritos educativos, su menor salario está justificado. Sin embargo, en contraposición a esta teoría, en los últimos cuarenta años, los logros educativos de las mujeres han superado a los de los hombres. Un ámbito de la educación que podría desempeñar un papel trascendental en la segregación ocupacional es la escasez de mujeres en ciencia y matemáticas. Los ámbitos del CTIM suelen ser canales hacia empleos mejor pagados. Por tanto, la falta de mujeres en empleos mejor pagados puede deberse en parte a que no estudian ciencia y matemáticas en la escuela. Esto se puede ver en ámbitos como las finanzas, donde las matemáticas tienen un gran peso y son también un ámbito muy popular para quienes acaban ascendiendo a puestos de mayor postín en el sector privado. Esta elección, como otras, es a menudo una preferencia personal o se debe a la idea cultural de que las mujeres no son tan buenas como los hombres en matemáticas.

### Disparidades laborales
Los empresarios pueden influir en la disparidad salarial entre mujeres y minorías de tres formas. Pueden hacerlo clasificando a mujeres y minorías raciales en puestos peor pagados mientras sus homólogos reciben empleos mejor pagados, no eligiendo selectivamente a mujeres y minorías raciales para los ascensos y dirigiendo su contratación y publicidad a personas que no son mujeres ni minorías raciales. Al mismo tiempo, los empresarios infravaloran sistemáticamente el trabajo de las mujeres y las minorías raciales/étnicas en un concepto conocido como discriminación valorativa. Para muchos puestos de empleo, entre el punto de contacto y la cumplimentación de la solicitud, una de las funciones de los recursos humanos es dirigir a los solicitantes hacia determinados puestos. La dirección de recursos humanos puede producirse cuando esta función se utiliza para dirigir a mujeres y minorías raciales hacia empleos con salarios más bajos.
Las explicaciones sobre el capital humano sostienen que los hombres tienden a ascender a puestos más altos que las mujeres debido a la disparidad de experiencia laboral entre ambos sexos. La diferencia entre la permanencia en el empleo de hombres y mujeres aumenta con la edad, y las licenciadas universitarias tienen más probabilidades que los hombres de interrumpir su carrera para criar a sus hijos. Estas decisiones también pueden atribuirse a la división del trabajo en función del género, que responsabiliza principalmente a las mujeres de las tareas domésticas.

### Estrategias de búsqueda de empleo
Según los sociólogos Hanson y Pratt, los hombres y las mujeres emplean estrategias distintas a la hora de buscar empleo que desempeñan un papel en la segregación ocupacional. En estas estrategias diferenciadas entran en juego las relaciones de poder en el hogar, la naturaleza de género de la vida social y las responsabilidades domésticas de las mujeres. El último factor en particular lleva a las mujeres a priorizar la proximidad geográfica del empleo pagado a la hora de buscar empleo. Además, se ha comprobado que la mayoría de las personas encuentran su empleo a través de contactos informales. El carácter sexista de la vida social lleva a las mujeres a tener redes de menor alcance geográfico que los hombres. Por tanto, la ubicación de las mujeres en ocupaciones con predominio femenino, de menor postín y peor pagadas es el resultado de «graves limitaciones de tiempo en el día a día» más que de una elección consciente y a largo plazo capaz de maximizar la remuneración y el prestigio.
Las comunidades residenciales que consisten en una sola minoría racial en zonas metropolitanas suelen formar redes de empleo debido a su aislamiento de otras razas. Las redes de empleo suelen usarse como mejor forma de encontrar buenas oportunidades de empleo, pero pueden ser perjudiciales si no se traducen en mayores salarios. Las redes pueden dar lugar a un acceso desigual a oportunidades laborales y, en el caso de las minorías, a una menor competencia en los mercados de trabajo mejor remunerados y a una mayor competencia en los peor remunerados. Esto se traduce en una reducción de los salarios para los mercados de trabajo. Los hombres negros y latinos que usan redes formadas principalmente por su propia raza tienen una menor tasa de empleo, mientras que los hombres blancos tienen mayores tasas de empleo. Además, a los inmigrantes ilegales les es más fácil encontrar ciertos trabajos mal pagados. Como suelen comunicarse con su propia comunidad, estos empleos se concentran aún más en determinados grupos raciales o étnicos.

## Efectos

### Brecha salarial
Las mujeres en empleos con predominio de mujeres sufren dos castigos: el salario medio de sus empleos es inferior al de empleos comparables con predominio de hombres y ganan menos en relación con los hombres en los mismos puestos de empleo. Desde 1980, la segregación ocupacional es el principal factor de la brecha salarial entre hombres y mujeres y representa más de la mitad de las diferencias salariales. Además, los salarios de las mujeres se ven afectados negativamente por el porcentaje de mujeres en un puesto de trabajo, pero los salarios de los hombres prácticamente no se ven afectados. Los descensos salariales se producen para todos los trabajadores, independientemente de su raza. La hipótesis del hacinamiento postula que la segregación ocupacional reduce los ingresos de todas las mujeres como resultado de su exclusión de ocupaciones principalmente masculinas y su segregación en una serie de ocupaciones predominantemente femeninas. Dado que tradicionalmente las aptitudes femeninas se recompensan menos, tanto en salario como en prestigio, el hacinamiento de las mujeres en determinadas ocupaciones hace que estas se valoren menos, tanto en salario como en prestigio.
Se constata que el hacinamiento se alivia mediante macrocambios en la segregación ocupacional. La enseñanza, por ejemplo, al menos en las últimas generaciones, es una profesión tradicionalmente dominada por las mujeres. Sin embargo, cuando se abren puestos para mujeres en el mundo empresarial y en otras profesiones con altos ingresos, las juntas escolares tienen que subir los sueldos de las posibles profesoras para atraer candidatas. Este es un ejemplo de cómo incluso las mujeres que ejercen profesiones tradicionalmente femeninas se benefician salarialmente de la integración de género en el mercado.
Las brechas salariales comienzan en el momento de la contratación. En el estudio de Penner sobre el papel de la clasificación profesional en el salario inicial de una empresa, descubrió que el salario medio de mercado de las mujeres contratadas era el 67 % del de los hombres. Comparada con la de los blancos, la tasa salarial media de mercado para negros, hispanos y asiáticos era del 72, 84 y 90 %, respectivamente. Dado que las tasas salariales de mercado están predeterminadas antes de contratar a los solicitantes, las diferencias en los salarios de mercado entre cada grupo son el resultado de la clasificación profesional.
Von Lockette descubrió que en las áreas metropolitanas con una alta concentración de segregación ocupacional, los hombres negros, latinos y blancos con menos estudios cobraban un menor salario. En las zonas de segregación residencial, los hombres blancos recibían mejores salarios, mientras que los negros y los latinos recibían menos, lo que indica la posibilidad de que las redes sociales y laborales influyan en los salarios.

### Oportunidades perdidas
Las capacidades que pueden ofrecer las mujeres y las minorías se desperdician porque se les asignan funciones inadecuadas. Las personas altamente cualificadas no pueden contribuir a la «economía laboral en constante cambio», lo que se traduce en una disminución de la eficacia y del pensamiento diverso.  Para mantener activamente a los negros fuera de los puestos más altos de la plantilla, la dirección suele asignar a los ejecutivos negros a puestos más racializados, como los de diversidad o los de enlace que los conectan con la comunidad negra.

## Mediciones
La segregación ocupacional se mide con la D de Duncan (o índice de disimilitud), que sirve para medir la disimilitud entre dos distribuciones.
Para calcular D:
1. Se identifican N ocupaciones distintas.
2. Se calcula el porcentaje de hombres (u otra categoría atribuida) que trabajan en cada una de las ocupaciones y el porcentaje de mujeres que trabajan en cada ocupación. Se da a cada grupo un nombre (por ejemplo, al comparar hombres y mujeres, m1 es el porcentaje de hombres y w1 es el porcentaje de mujeres).
3. La D de Duncan se calcula mediante la siguiente fórmula:[35]

{\displaystyle D=(1/2)\sum _{i=1}^{N}(m_{1}-w_{1})}
- Es importante señalar que la D de Duncan usa porcentajes. En una ocupación dada, el número de una demografía concreta en esa ocupación debería dividirse entre el total de la misma demografía en todas las ocupaciones. Por ejemplo, si tienes 10 hombres enfermeros de un total de 600 personas, el valor de la ocupación de enfermeros debe ser 10/600, es decir, 0,0166.

Dado que compara las proporciones de ambos grupos, una puntuación de 0 significa que existe una representación equitativa entre los dos grupos, mientras que una puntuación de 1 demuestra una alta concentración de un grupo y una distribución desigual entre ambos grupos. El número derivado de esta ecuación es igual a la proporción de un grupo que debe cambiar su posición para que se produzca la igualdad.

## Soluciones

### Comisión para la Igualdad de Oportunidades en el Empleo
El Título VII de la Ley de Derechos Civiles de 1964 se diseñó para garantizar un trato justo y protección legal a las mujeres y las minorías. El Título VII afirma que es ilegal «discriminar en el empleo por la raza, color, religión, sexo u origen nacional de una persona», y la EEOC asegura su cumplimiento. Las denuncias de discriminación se envían a la EEOC para que las resuelva. La EEOC también  busca lugares donde se produce discriminación sistémica. Puede tener efectos tanto directos como indirectos en la resolución de casos de discriminación: puede ayudar a la víctima a ganar casos contra la discriminación de su empresa y, al mismo tiempo, influir en las empresas de su entorno para que cambien sus políticas a fin de evitar posibles transgresiones futuras. También sienta precedentes en los tribunales en virtud del Título VII.
La Comisión para la Igualdad de Oportunidades en el Empleo recibe un informe que incluye la raza, etnia y género de empleados en nueve categorías distintas de cada empresa privada que tenga «más de 100 empleados y contratistas de la Administración con más de 50 empleados y contratos por valor de 50 000 dólares». Así lo exigía la Ley de Derechos Civiles de 1964.
Los salarios aumentan a medida que aumentan las denuncias de la EEOC contra un sector. En las últimas décadas, los aumentos salariales como respuesta a las demandas judiciales presentadas son mayores para las mujeres negras que para las blancas. Sin embargo, esto podría deberse a que hay más mujeres negras que presentan demandas por discriminación. Wilhelm demuestra que la presentación de demandas por transgresiones de discriminación de género funciona, pero que la presentación de demandas por transgresiones de discriminación racial tiene menos probabilidades de funcionar.

### Programas de diversidad
Entre las prácticas habituales en materia de diversidad se encuentran los planes de acción positiva, los comités y grupos de trabajo sobre diversidad, los gestores de la diversidad, la formación sobre diversidad, las evaluaciones de la diversidad para directivos, los programas de creación de redes y los programas de tutelaje. Kalev descubrió que la diversidad en el lugar de trabajo no se produce como resultado de programas como la formación para la diversidad y las evaluaciones de la diversidad, que pretenden acabar con los estereotipos de los directivos a través de la educación. Cuando los lugares de trabajo incorporaron programas diseñados para ayudar a las mujeres y a las minorías a aumentar su alcance, como la creación de redes o la tutoría, su diversidad aumentó moderadamente. Los programas que funcionaron considerablemente fueron los que cambiaron la estructura del lugar de trabajo y los responsabilizaron del cambio, como los planes de acción afirmativa, los comités de diversidad y los puestos de personal para la diversidad. Estos programas reconocen que la segregación es sistémica y algo más que prejuicios individuales. Las mujeres blancas son las que más se benefician de la discriminación positiva, y las mujeres negras se benefician más que los hombres negros. La aplicación de estos programas permite que los demás también funcionen mejor.
Un inconveniente de iniciativas como la acción afirmativa es que las personas pueden considerar que las mujeres y las minorías no se merecen sus puestos. Otros obstáculos a la formación en diversidad incluyen la culpabilidad blanca y la percepción de que las minorías intentan ganar poder sobre ellos.

### Cambios en la cultura
Los principios culturales igualitarios de género, o cambios en las normas tradicionales de género, son una posible solución a la segregación ocupacional en que reducen la discriminación, afectan a las autoevaluaciones de las mujeres y apoyan los cambios estructurales. La segregación horizontal, sin embargo, es más resistente al cambio por simples presiones igualitarias modernas. Los cambios en las normas pueden reforzar el impacto de la integración ocupacional en el sentido de que, una vez que la gente ve a las mujeres en ocupaciones tradicionalmente dominadas por los hombres, sus expectativas sobre las mujeres en el mercado laboral podrían cambiar.
Algunos académicos, como Haveman y Beresford, sostienen por tanto que cualquier política destinada a reducir la desigualdad laboral debe centrarse en cambios culturales. Según Haveman y Beresford, la población de Estados Unidos ha tendido históricamente a rechazar las políticas que solo apoyan a un grupo (a menos que ese grupo sean ellos). Por lo tanto, las políticas eficaces para limitar la segregación ocupacional deben tener como objetivo proporcionar beneficios a todos los grupos. Por lo tanto, las políticas destinadas a limitar las horas de trabajo de los asalariados o a imponer guarderías patrocinadas por el empleador podrían ser las más eficaces.
Además, cuanta más integración ocupacional se produzca, más mujeres estarán en posición de tomar decisiones poderosas que afecten a la segregación ocupacional. Si el mercado global se vuelve menos segregado, quienes toman las decisiones de personal en ocupaciones tradicionalmente dominadas por las mujeres tendrán que hacer que los puestos de trabajo, incluso los de mayor postín, sean más atractivos para las mujeres para retenerlas. Los consejos escolares, por ejemplo, tendrán que nombrar a más mujeres para puestos de jefas de departamento y otros puestos de autoridad con el fin de retener a las trabajadoras, mientras que antes esos puestos podían haber sido para hombres.